# Aislamiento sísmico

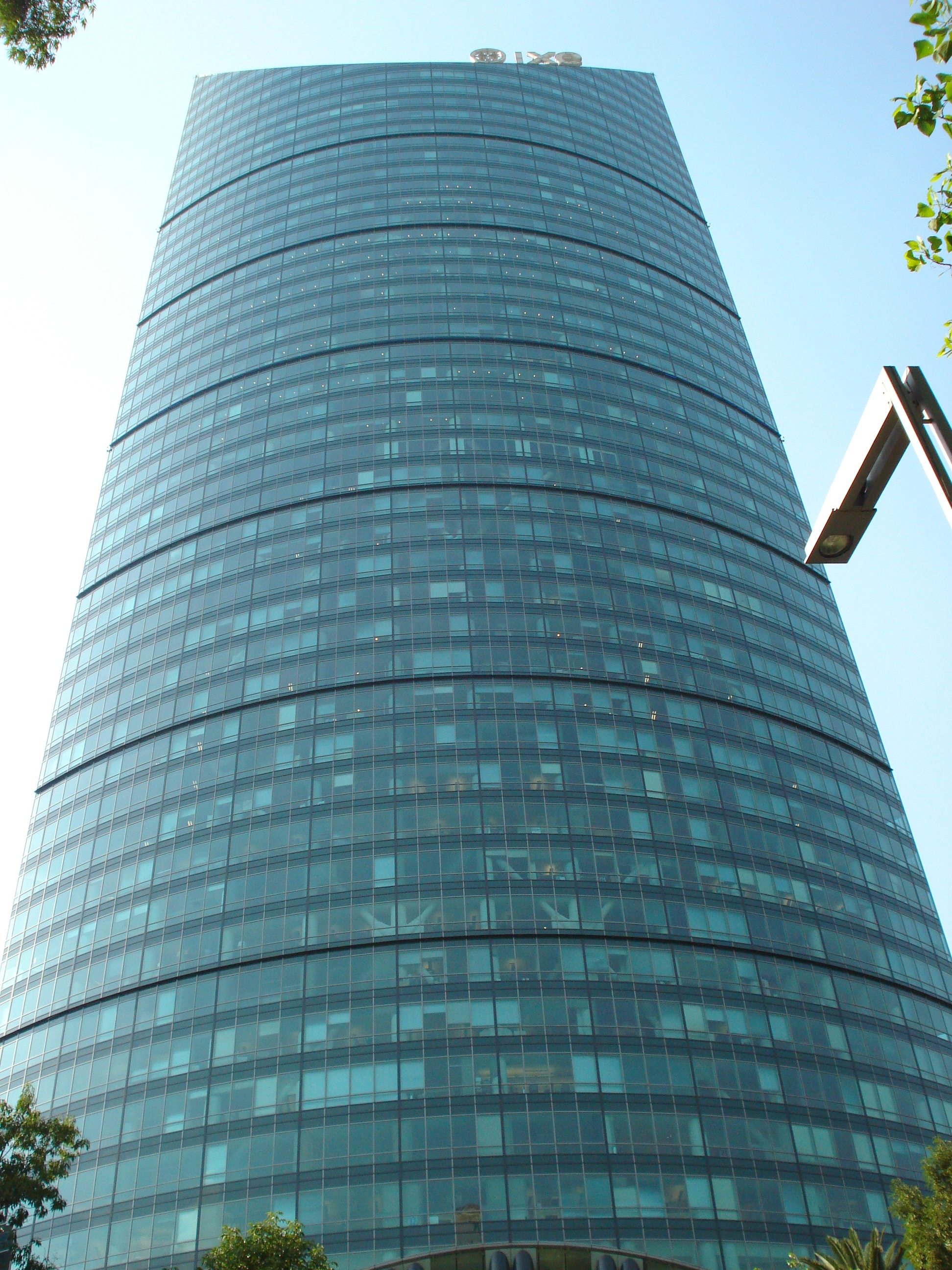
Torre Mayor fue el primer rascacielos en el mundo en contar con amortiguadores sísmicos, cuenta con 98 amortiguadores que liberan silicio para disipar la energía devastadora de un terremoto, es considerado el edificio más fuerte del planeta.

El aislamiento sísmico  es una colección de elementos estructurales para desemparejar una superestructura del edificio de su tierra y así proteger la integridad del edificio. El aislamiento sísmico es una herramienta de gran alcance de la ingeniería sísmica.

## Características
El aislamiento de base es la herramienta más potente de la ingeniería sísmica permitiendo un control pasivo de la vibración de la estructura. Esta herramienta es capaz de proteger a una estructura del efecto devastador del impacto sísmico a través de un diseño inicial apropiado o de sus consecuentes modificaciones. En algunos casos, la aplicación de aislamiento de base puede incrementar su resistencia al sismo considerablemente. Contrariamente a la creencia popular el aislamiento de base no hace al edificio a prueba de terremotos, aunque su eficacia en la protección de las estructuras contra los terremotos ha sido ampliamente demostrada también por pruebas en mesa vibratoria a escala real, que constituyen los ensayos más representativos en las investigaciones de ingeniería sísmica. En la actualidad la técnica está conseguida para cualquier tipo de edificio, incluso edificios más altos y flexibles.
Los sistemas de aislamiento de base consisten en unidades de aislamiento con o sin componentes de aislamiento, donde:
- Las unidades de aislamiento son elementos básicos del aislamiento de base que se encargan de ejercer el efecto de desacoplamiento entre el edificio y la cimentación.
- Los componentes de aislamiento son la conexión entre las unidades de aislamiento y las partes que no están desacopladas.

Por su respuesta al impacto del terremoto, todas las unidades de aislamiento pueden ser divididas en dos categorías básicas: unidades a cortante and sliding units. La primera evidencia de arquitectos usando el principio de aislamiento de base fue descubierta en Pasargadae, una antigua ciudad de Persia, ahora Irán.

Pruebas simultáneas en mesa vibratoria de dos modelos de edificios. El de la derecha está equipado con un aislamiento sísmico de base.

Esta tecnología puede ser usada en el diseño estructural y también se puede realizar en edificios ya existentes. Basta con crear una planta para darle rigidez, lo que sería un diafragma donde asentar los aisladores y reservar un espacio para los previsibles desplazamientos de los edificios. Ejemplos de edificios que están montando aisladores son los ayuntamientos de San Francisco, Salt Lake, Los Ángeles, la Torre Latinoamericana, Torre Pemex y Torre Mayor en la Ciudad de México.

## Edificios aislados

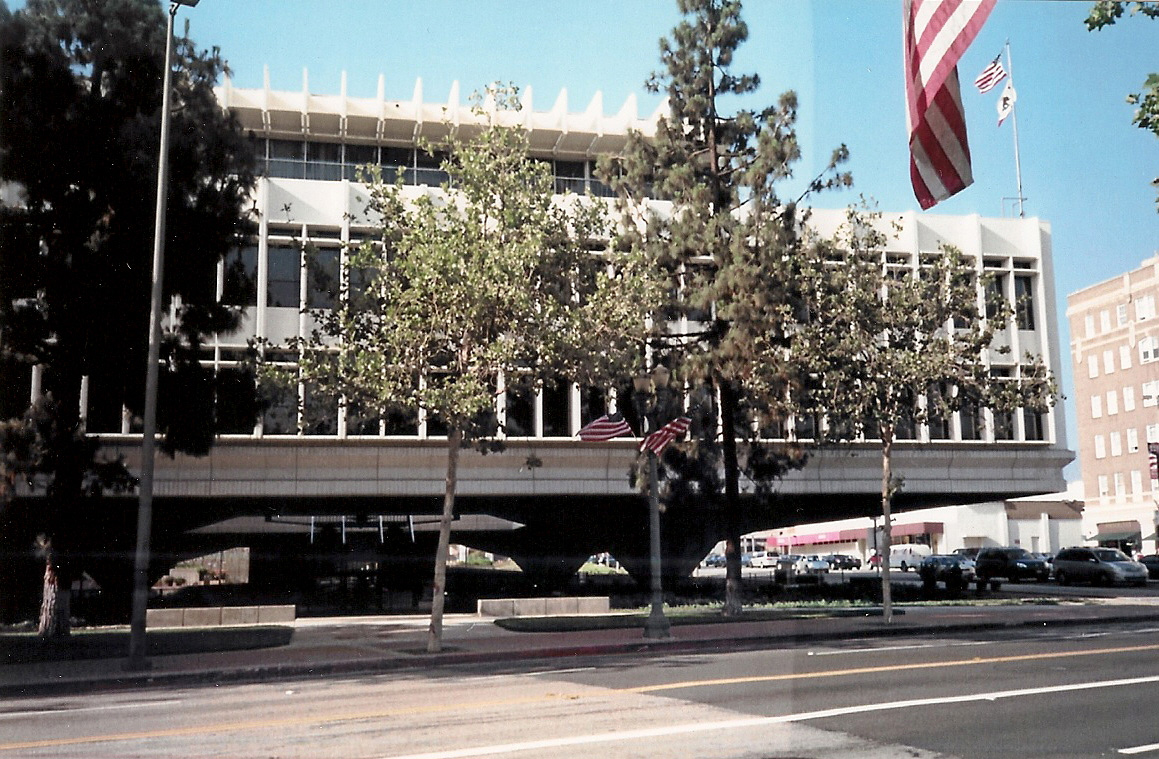
Edificio de Servicios Municipales, Glendale
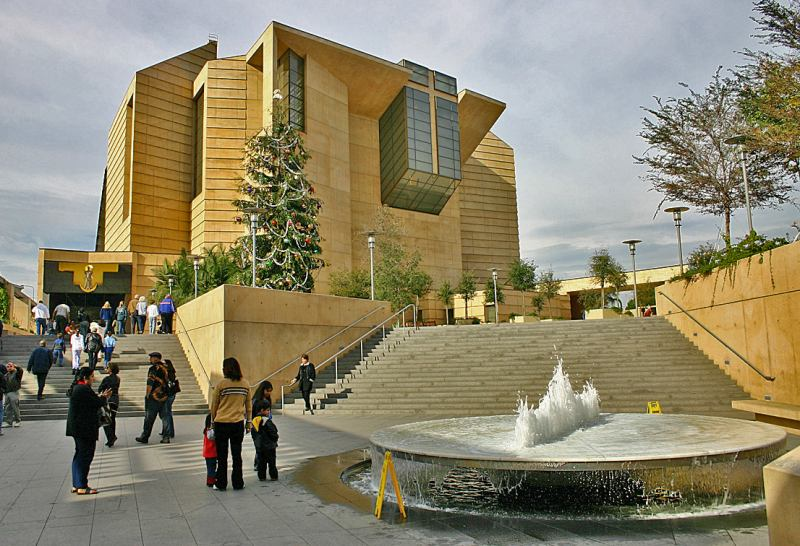
La Catedral de Nuestra Señora de Los Ángeles, en Los Ángeles, California
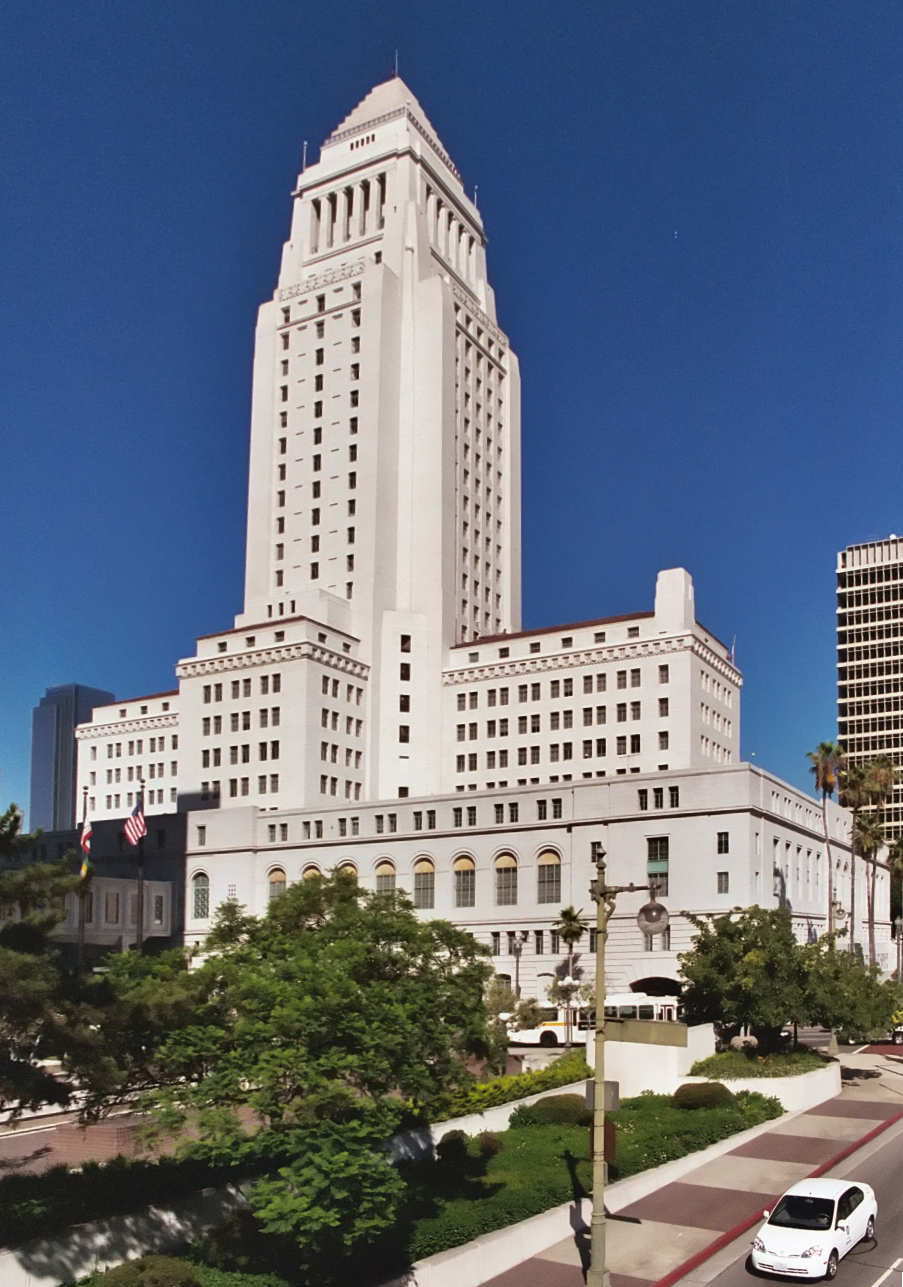
Ayuntamiento de Los Ángeles
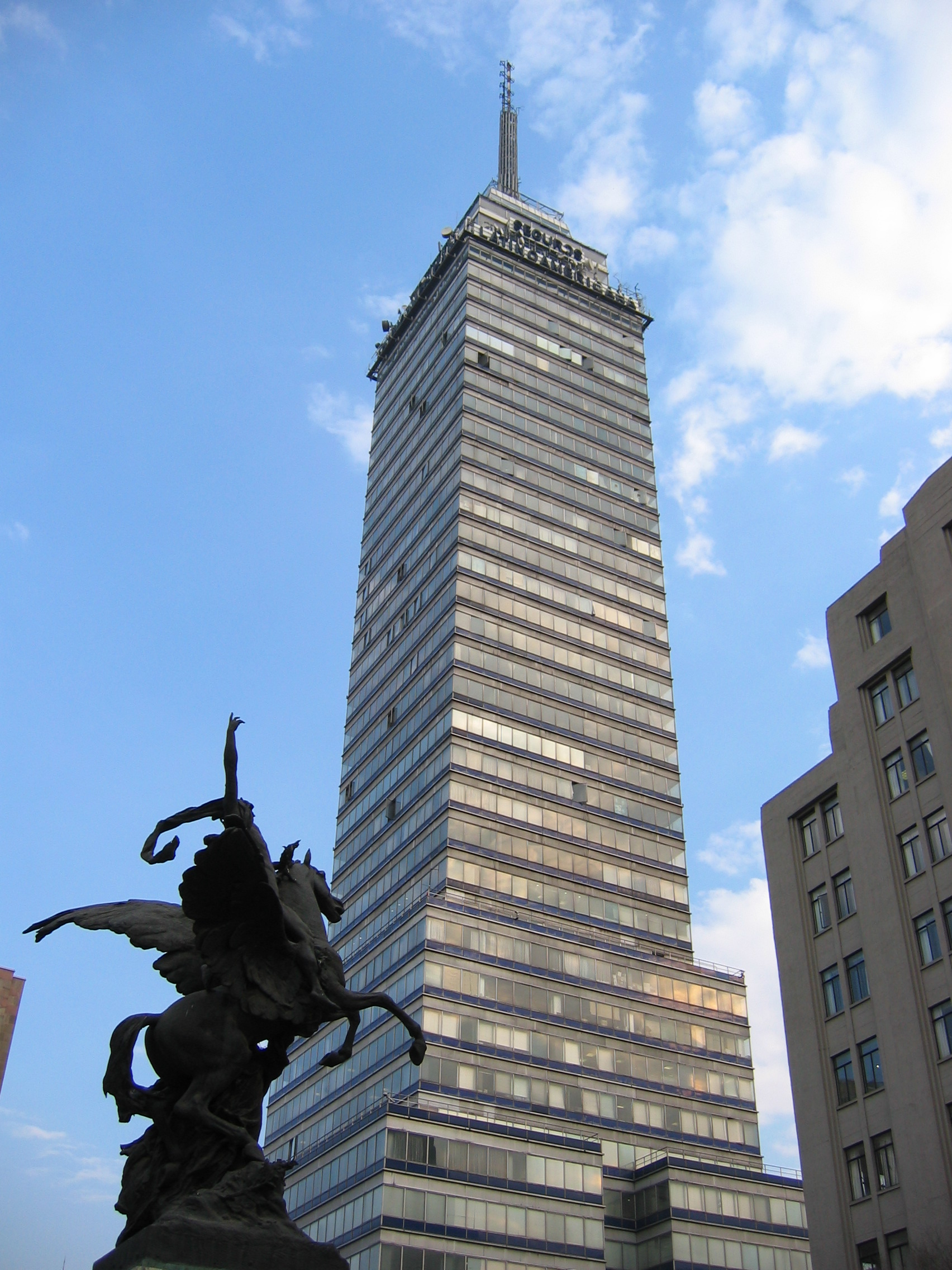
Torre Latinoamericana en la Ciudad de México.
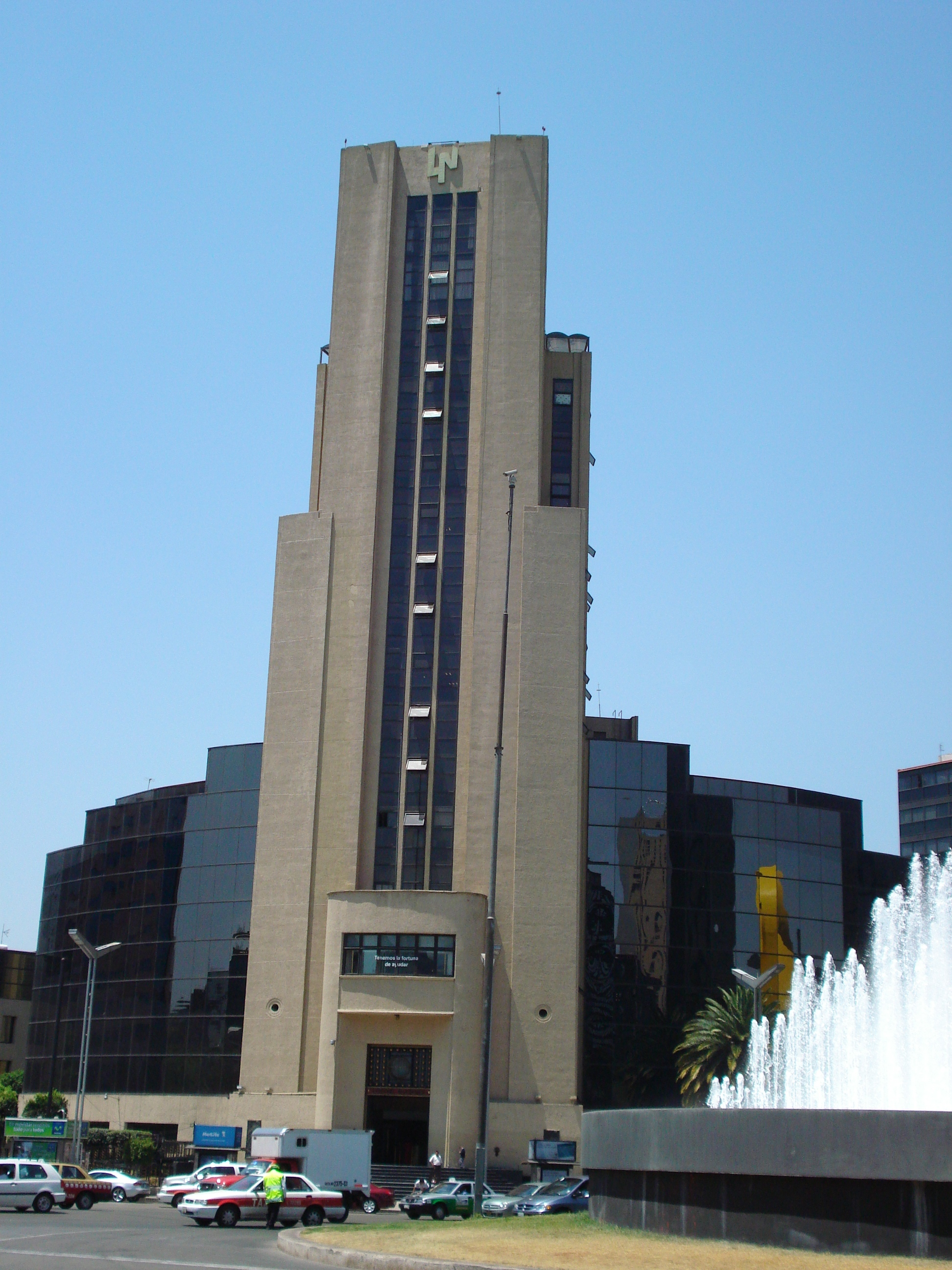
Edificio El Moro en la Ciudad de México, fue dotado con el primer Sistema de Flotación Elástica en un edificio.
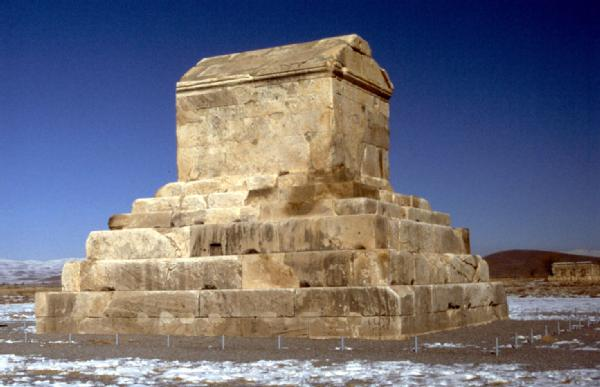
Tumba de Ciro, el edificio más antiguo aislado en base del mundo.[cita requerida].